# Gianluca Grassadonia
Gianluca Grassadonia (Salerno, 20 maggio 1972) è un allenatore di calcio ed ex calciatore italiano, di ruolo difensore, tecnico della Lazio femminile.

## Carriera

### Calciatore

#### Gli esordi

Grassadonia con la maglia della nell'estate del 1995

Inizia la carriera in giovane età, vestendo la maglia della Salernitana in Serie C. Durante la stagione 1989-1990, viene ceduto alla Primavera del Milan, dove colleziona diverse convocazioni in prima squadra, senza però esordirvi. Nella stagione 1991-1992 torna alla Salernitana. Nel 1989 giocò tre partite con la nazionale Under-18, sotto la guida del c.t. Giancarlo De Sisti.

#### Foggia
L'esordio in Serie A avviene con il Foggia di Zdeněk Zeman (anche ricordato come Zemanlandia o Foggia dei Miracoli) durante la stagione 1992-1993, nella partita Cagliari-Foggia del 17 gennaio 1993 (terminata 1-1). La squadra rossonera è promossa in Serie A e sconvolge il calcio italiano, soprattutto per l'opera originale del suo allenatore e per la nascita della marcatura a zona nello Stadio Pino Zaccheria.

#### Salernitana
Dal 1993 al 1996 milita nella Salernitana, dove centra con la squadra guidata da Delio Rossi la promozione al campionato di Serie B, mentre l'anno successivo sfiora la promozione in Serie A.
Nel 1996, il calciatore fu vittima di un grave episodio di violenza da parte degli ultras salernitani. In seguito a un'autorete del calciatore contro il Perugia, in una partita poi terminata con la vittoria dei salernitani, alcuni ultras granata a volto coperto e mai identificati sorpresero Grassadonia nel suo garage e lo colpirono ripetutamente alle spalle con calci e pugni, causandogli contusioni all'addome ed escoriazioni al volto. Il calciatore, semisvenuto, fu salvato dalla cellula fotoelettrica del cancello che costrinse gli aggressori alla fuga.
Fu questa una delle non ultime ragioni che convinsero il difensore al trasferimento in Sardegna.

#### Cagliari
Dal 1996 al 2003 milita nel Cagliari Calcio in qualità di capitano, collezionando in totale 135 presenze in campo. Qui realizza la sua prima rete nel calcio professionistico, oltre a centrare la promozione in Serie A nella stagione 1997-1998 con il tecnico Gian Piero Ventura.
Nella stagione 1998-1999, rischiò di morire in campo durante la partita Udinese-Cagliari. Il 29 novembre 1998 Grassadonia ebbe un arresto cardio-respiratorio dopo che il centrocampista Tomas Locatelli, provando a saltare il marcatore, lo colpì involontariamente alla testa.. Dopo alcuni minuti, Il cuore del calciatore tornò a battere grazie all'intervento del portiere Alessio Scarpi e del medico dell'Udinese Giorgio Indovina, che lo rianimarono mediante respirazione bocca a bocca e tre massaggi cardiaci. Dopo una notte in ospedale, Grassadonia riprese gli allenamenti con i suoi compagni nonostante lo staff medico gli avesse consigliato qualche giorno di riposo.
Nel gennaio 2003, in seguito a una sconfitta della squadra sarda in trasferta contro il Venezia, l'automobile di Grassadonia fu incendiata sotto l'abitazione in cui viveva con la famiglia Inoltre, diverse scritte con minacce contro di lui apparvero sui muri della città.
In seguito a questo episodio, il calciatore accusò l'ex società rossoblù nella persona di Massimo Cellino di istigazione alla violenza. Grassadonia affermò che Cellino era solito utilizzare le frange più violente del tifo cagliaritano per esercitare pressioni sui suoi calciatori, compreso lui nel caso dell'incendio della sua auto. 
La società rossoblù querelò il calciatore, ma nella stagione 2007-2008 fu multata di 20 000 euro e penalizzata in classifica di tre punti per aver violato la clausola compromissoria, mentre Cellino fu deferito con inibizione di un anno e multato di 10 000 euro «per aver violato l'obbligo di accettare la piena efficacia dei provvedimenti degli organi di giustizia sportiva e soggetti delegati della Figc, nonché per aver contravvenuto ai principi di lealtà, correttezza e probità sportiva». La penalizzazione del Cagliari fu in seguito annullata dalla Corte di Giustizia Federale, poiché Grassadonia non era tesserato al momento della querela.

#### Chievo Verona e Venezia
Il 30 gennaio 2003, in seguito all'attentato incendiario al suo fuoristrada, Grassadonia viene ceduto in prestito al Chievo Verona, sotto la guida dell'allenatore Luigi Delneri.
Nella stagione 2003-2004, milita nel Venezia guidato da Angelo Gregucci.

#### Finale di carriera
Dopo le esperienze con Fidelis Andria, Juve Stabia e Sant'Antonio Abate, nel 2007 torna nella squadra della sua città natale, chiudendo la sua carriera dove l'aveva iniziata.

### Allenatore

#### Inizi
Dopo aver iniziato allenando le formazioni giovanili, il 1º novembre 2009 è chiamato ad allenare la prima squadra della Salernitana in Serie B, subentrando ai già precedenti esonerati Fabio Brini e Marco Cari. Viene esonerato il 14 marzo 2010, con la squadra distante 11 punti dai play-out.
L'8 febbraio 2011 subentra al tecnico Renato Cioffi a guida della Casertana nei Dilettanti.

#### Paganese
Il 20 luglio 2011 è chiamato ad allenare la Paganese in Seconda divisione.
Il 17 gennaio 2012 presenta le sue dimissioni dopo l'inaspettata esclusione, da parte della società, di tre calciatori facenti parte della rosa..
Il 30 aprile 2012 la società lo richiama sulla panchina. Porta la squadra alla qualificazione play-off e vince il campionato battendo il Chieti in finale.
Il 12 maggio 2013, a fine campionato, annuncia di lasciare la panchina della società campana.

#### Messina
Il 3 dicembre 2013, chiamato dal patron Pietro Lo Monaco, subentra all'esonerato Gaetano Catalano sulla panchina del Messina.
Ereditata penultima in classifica nel girone B, porta la squadra siciliana a vincere il campionato di Lega Pro Seconda Divisione, conquistando anche la promozione al campionato di Lega Pro 2014-2015. Nello stesso anno vince il Derby dello Stretto che il Messina non centrava dalla stagione 2004-2005.
Nella stagione successiva viene esonerato dal club siciliano e sostituito da Nello Di Costanzo.

#### Ritorno alla Paganese
Il 6 agosto seguente torna sulla panchina della Paganese, con cui il 17 marzo 2016 rinnova per un'altra stagione sportiva.
Dopo aver condotto, nel campionato successivo, la squadra campana ad una inaspettata qualificazione ai play-off, la sua gestione segna una delle stagioni più brillanti della storia azzurrostellata.
Il 18 maggio 2017 lascia la guida tecnica della squadra di comune accordo con la società.

#### Pro Vercelli
Il 14 giugno 2017 viene chiamato in Serie B come tecnico della Pro Vercelli, confermando il sodalizio professionale iniziato a Pagani con il suo vice Luca Fusco. Qui conduce la squadra alla vittoria del derby contro il Novara, che la Pro Vercelli non centrava da 17 anni.
Il 17 dicembre 2017 viene esonerato e sostituito da Gianluca Atzori.
Il 22 gennaio 2018, dopo sole tre giornate, è richiamato sulla panchina dal patron Massimo Secondo che definì l'esonero del tecnico un errore della società.
Il 7 maggio la società piemontese lo sostituisce con Vito Grieco, con il quale la squadra retrocede in Serie C.

#### Foggia
Il 30 giugno 2018, dopo la rescissione del contratto con la società vercellese, viene ufficializzato come nuovo allenatore del Foggia, firmando un contratto fino al 2020.
Dopo aver azzerato gli 8 punti di penalizzazione e collezionato con la squadra rossonera 17 punti effettivi in 14 giornate, l'11 dicembre 2018 viene esonerato dopo la sconfitta per 3-1 contro il Livorno.
L'11 marzo 2019 viene richiamato in sostituzione di Padalino, esonerato dopo 12 giornate in carica. Nonostante i 43 punti conquistati sul campo, i satanelli sono condannati dai punti di penalizzazione alla terzultima posizione. La squadra retrocede poi in Serie C, dopo la discussa decisione della Lega B di non far disputare ai rossoneri i playout contro la Salernitana.

#### Catanzaro
Il 21 ottobre 2019 viene chiamato a sostituire Gaetano Auteri sulla panchina del Catanzaro ma viene esonerato il 24 gennaio 2020, dopo le sconfitte con Monopoli e Teramo.

#### Pescara
Il 14 febbraio 2021 subentra sulla panchina del Pescara al posto dell'esonerato Roberto Breda, dopo che quest'ultimo aveva raccolto 12 punti in 14 partite e lasciato la squadra ultima nella classifica di Serie B. Viene affiancato nello staff da Andrea Gessa, Marco Sansovini e Hugo Campagnaro. Con sole tre vittorie, sei pareggi e sei sconfitte, arriva penultimo con 32 punti, non riuscendo ad evitare la retrocessione in Serie C.
Due giorni prima dell'ultima partita del campionato di Serie B, con il Pescara impegnato contro la Salernitana, club della città in cui risiede la sua famiglia, vengono riprese sui social network e da alcune testate delle presunte dichiarazioni di Grassadonia, poi rivelatesi false, in cui l'allenatore avvertiva che "avrebbe messo in campo la migliore formazione contro la Salernitana". Quella stessa notte sua figlia viene aggredita sotto casa da alcuni ultras granata con cappuccio e volto coperto, con lo scopo di fare pressione all'allenatore affinché non ostacolasse la promozione in Serie A della loro squadra.
La famiglia Grassadonia ha poi confermato la denuncia ai carabinieri. Il club campano condannerà l’episodio mostrandosi solidale con Grassadonia prima del match che vincerà comunque per 0-3. A fine anno l'allenatore campano non viene riconfermato alla guida della squadra: i 12 punti raccolti in 15 partite, anche considerato il pessimo avvio di campionato, non sono infatti sufficienti per ottenere la permanenza in Serie B.

#### Paganese
Il 5 settembre 2021 torna per la terza volta sulla panchina della Paganese, in sostituzione dell'esonerato Raffaele Di Napoli.
L'11 aprile 2022 viene esonerato e gli subentra il precedente allenatore.

#### Lazio femminile
L'8 maggio 2023 viene ingaggiato dalla Lazio femminile, subentrando all'esonerato Massimiliano Catini e cominciando la sua prima esperienza in carriera nel calcio femminile.
Nel maggio 2024, la squadra vince il campionato conquistando la promozione nella massima serie con un turno di anticipo.

## Statistiche

### Statistiche da allenatore
Statistiche aggiornate al 10 novembre 2021. In grassetto le competizioni vinte.
| Stagione            | Squadra         | Campionato      | Campionato | Campionato | Campionato | Campionato | Coppe nazionali | Coppe nazionali | Coppe nazionali | Coppe nazionali | Coppe nazionali | Coppe continentali | Coppe continentali | Coppe continentali | Coppe continentali | Coppe continentali | Altre coppe | Altre coppe | Altre coppe | Altre coppe | Altre coppe | Totale | Totale | Totale | Totale | % Vittorie | Piazzamento               |
| Stagione            | Squadra         | Comp            | G          | V          | N          | P          | Comp            | G               | V               | N               | P               | Comp               | G                  | V                  | N                  | P                  | Comp        | G           | V           | N           | P           | G      | V      | N      | P      | %          | Piazzamento               |
| ------------------- | --------------- | --------------- | ---------- | ---------- | ---------- | ---------- | --------------- | --------------- | --------------- | --------------- | --------------- | ------------------ | ------------------ | ------------------ | ------------------ | ------------------ | ----------- | ----------- | ----------- | ----------- | ----------- | ------ | ------ | ------ | ------ | ---------- | ------------------------- |
| nov. 2009-mar. 2010 | Salernitana     | B               | 17         | 4          | 5          | 8          | CI              | -               | -               | -               | -               | -                  | -                  | -                  | -                  | -                  | -           | -           | -           | -           | -           | 17     | 4      | 5      | 8      | 23,53      | Sub., Eson.               |
| feb.-giu. 2011      | Casertana       | D               | 12+1       | 6          | 2          | 4+1        | CI-D            | -               | -               | -               | -               | -                  | -                  | -                  | -                  | -                  | -           | -           | -           | -           | -           | 13     | 6      | 2      | 5      | 46,15      | Sub., 3º                  |
| 2011-2012           | Paganese        | 2D              | 23+4       | 12+3       | 7+1        | 4          | CI-LP           | 6               | 2               | 2               | 2               | -                  | -                  | -                  | -                  | -                  | -           | -           | -           | -           | -           | 33     | 17     | 10     | 6      | 51,52      | Eson., Sub., 6º, (prom.)  |
| 2012-2013           | Paganese        | 1D              | 30         | 9          | 12         | 9          | CI+CI-LP        | 1+1             | 0+0             | 0+1             | 1+0             | -                  | -                  | -                  | -                  | -                  | -           | -           | -           | -           | -           | 32     | 9      | 13     | 10     | 28,13      | 14º                       |
| dic. 2013-2014      | Messina         | 2D              | 20         | 13         | 4          | 3          | CI+CI-LP        | -               | -               | -               | -               | -                  | -                  | -                  | -                  | -                  | SdL-2D      | 2           | 0           | 0           | 2           | 22     | 13     | 4      | 5      | 59,09      | Sub., 1º                  |
| 2014-mar. 2015      | Messina         | LP              | 29         | 5          | 10         | 14         | CI+CI-LP        | 1+1             | 0+0             | 0+0             | 1+1             | -                  | -                  | -                  | -                  | -                  | -           | -           | -           | -           | -           | 31     | 5      | 10     | 16     | 16,13      | Eson.                     |
| Totale Messina      | Totale Messina  | Totale Messina  | 49         | 18         | 14         | 17         |                 | 2               | 0               | 0               | 2               |                    | -                  | -                  | -                  | -                  |             | 2           | 0           | 0           | 2           | 53     | 18     | 14     | 21     | 33,96      |                           |
| 2015-2016           | Paganese        | LP              | 34         | 10         | 13         | 11         | CI-LP           | 2               | 0               | 0               | 2               | -                  | -                  | -                  | -                  | -                  | -           | -           | -           | -           | -           | 36     | 10     | 13     | 13     | 27,78      | 9º                        |
| 2016-2017           | Paganese        | LP              | 38+1       | 14         | 9          | 15+1       | CI-LP           | 2               | 1               | 0               | 1               | -                  | -                  | -                  | -                  | -                  | -           | -           | -           | -           | -           | 41     | 15     | 9      | 17     | 36,59      | 8º                        |
| 2017-2018           | Pro Vercelli    | B               | 37         | 8          | 13         | 16         | CI              | 1               | 0               | 0               | 1               | -                  | -                  | -                  | -                  | -                  | -           | -           | -           | -           | -           | 38     | 8      | 13     | 17     | 21,05      | Eson., Sub., Eson.        |
| 2018-2019           | Foggia          | B               | 23         | 7          | 7          | 9          | CI              | 1               | 0               | 0               | 1               | -                  | -                  | -                  | -                  | -                  | -           | -           | -           | -           | -           | 24     | 7      | 7      | 10     | 29,17      | Eson., Sub., 17º, (retr.) |
| ott. 2019-gen. 2020 | Catanzaro       | C               | 12         | 4          | 4          | 4          | CI+CI-C         | 0+3             | 0+2             | 0+0             | 0+1             | -                  | -                  | -                  | -                  | -                  | -           | -           | -           | -           | -           | 15     | 6      | 4      | 5      | 40,00      | Sub., Eson.               |
| feb.-giu. 2021      | Pescara         | B               | 15         | 3          | 6          | 6          | CI              | -               | -               | -               | -               | -                  | -                  | -                  | -                  | -                  | -           | -           | -           | -           | -           | 15     | 3      | 6      | 6      | 20,00      | Sub., 19º, (retr.)        |
| set. 2021-apr. 2022 | Paganese        | C               | 32         | 6          | 7          | 19         | CI-C            | -               | -               | -               | -               | -                  | -                  | -                  | -                  | -                  | -           | -           | -           | -           | -           | 32     | 6      | 7      | 19     | 18,75      | Sub., Eson.               |
| Totale Paganese     | Totale Paganese | Totale Paganese | 162        | 54         | 49         | 59         |                 | 12              | 3               | 3               | 6               |                    | -                  | -                  | -                  | -                  |             | -           | -           | -           | -           | 174    | 57     | 52     | 65     | 32,76      |                           |
| Totale carriera     | Totale carriera | Totale carriera | 328        | 104        | 100        | 124        |                 | 19              | 5               | 3               | 11              |                    | -                  | -                  | -                  | -                  |             | 2           | 0           | 0           | 2           | 349    | 109    | 103    | 137    | 31,23      |                           |

### Calcio femminile
Statistiche aggiornate al 10 maggio 2025. In grassetto le competizioni vinte.
| Stagione        | Squadra         | Campionato      | Campionato | Campionato | Campionato | Campionato | Coppe nazionali | Coppe nazionali | Coppe nazionali | Coppe nazionali | Coppe nazionali | Coppe continentali | Coppe continentali | Coppe continentali | Coppe continentali | Coppe continentali | Altre coppe | Altre coppe | Altre coppe | Altre coppe | Altre coppe | Totale | Totale | Totale | Totale | % Vittorie | Piazzamento |
| Stagione        | Squadra         | Comp            | G          | V          | N          | P          | Comp            | G               | V               | N               | P               | Comp               | G                  | V                  | N                  | P                  | Comp        | G           | V           | N           | P           | G      | V      | N      | P      | %          | Piazzamento |
| --------------- | --------------- | --------------- | ---------- | ---------- | ---------- | ---------- | --------------- | --------------- | --------------- | --------------- | --------------- | ------------------ | ------------------ | ------------------ | ------------------ | ------------------ | ----------- | ----------- | ----------- | ----------- | ----------- | ------ | ------ | ------ | ------ | ---------- | ----------- |
| mag.-giu. 2023  | Lazio           | B               | 3+2        | 2+1        | 1          | 0+1        | CI              | -               | -               | -               | -               | -                  | -                  | -                  | -                  | -                  | -           | -           | -           | -           | -           | 5      | 3      | 1      | 1      | 60,00      | Sub., 2º    |
| 2023-2024       | Lazio           | B               | 30         | 25         | 4          | 1          | CI              | 2               | 1               | 0               | 1               | -                  | -                  | -                  | -                  | -                  | -           | -           | -           | -           | -           | 32     | 26     | 4      | 2      | 81,25      | 1º (prom.)  |
| 2024-2025       | Lazio           | A               | 26         | 12         | 5          | 9          | CI              | 4               | 3               | 0               | 1               | -                  | -                  | -                  | -                  | -                  | -           | -           | -           | -           | -           | 30     | 15     | 5      | 10     | 50,00      | 6º          |
| 2025-2026       | Lazio           | A               | 0          | 0          | 0          | 0          | CI+SAWC         | 0+0             | 0+0             | 0+0             | 0+0             | -                  | -                  | -                  | -                  | -                  | -           | -           | -           | -           | -           | 0      | 0      | 0      | 0      | —          | in corso    |
| Totale carriera | Totale carriera | Totale carriera | 61         | 40         | 10         | 11         |                 | 6               | 4               | 0               | 2               |                    | -                  | -                  | -                  | -                  |             | -           | -           | -           | -           | 67     | 44     | 10     | 13     | 65,67      |             |

## Palmarès

### Allenatore
- Lega Pro Seconda Divisione: 1

Messina: 2013-2014
- Campionato italiano di Serie B: 1

Lazio: 2023-2024

### Individuale
- Panchina d'argento: 1

2023-2024